# Punkalaidun
Punkalaidun este o comună din Finlanda.